# میکائیل جیمز
میکائیل جیمز (انگلیسی: Mickaël James؛ زادهٔ ۲۸ سپتامبر ۱۹۷۶) بازیکن فوتبال اهل فرانسه است.